# 1996-os afrikai nemzetek kupája
1996-ban került megrendezésre a 20. afrikai nemzetek kupája. A házigazda Dél-afrikai Köztársaság volt, a viadalnak négy város  adott otthont. A végső győzelmet Dél-afrika válogatottja szerezte meg, az együttes a döntőben Tunézia csapatát múlta felül 2-0 arányban.

## Helyszínek
| Város          | Stadion            | Befogadóképesség |
| -------------- | ------------------ | ---------------- |
| Johannesburg   | FNB Stadion        | 80 000           |
| Durban         | Kings Park Stadion | 52 000           |
| Bloemfontein   | Free State Stadion | 40 000           |
| Port Elizabeth | EPRFU Stadion      | 33 852           |

## Selejtezők
Az Afrikai Labdarúgó-szövetség 42 tagja nevezett a kontinensviadalra. A válogatottakat hét hatos csoportba sorsolták, mindegyik csoport első két helyezettje jutott ki a kontinensviadalra, ahova automatikusan kvalifikálta magát a házigazda Dél-afrikai Köztársaság valamint a címvédő, Nigéria. Utóbbi azonban visszalépett.

## Részt vevő csapatok
| - Algéria - Angola - Burkina Faso - Dél-afrikai Köztársaság (házigazda) - Egyiptom - Elefántcsontpart - Gabon - Ghána | - Kamerun - Kongói DK - Libéria - Mozambik - Nigéria (címvédő) - Sierra Leone - Tunézia - Zambia |  |

## Játékvezetők
| Afrika - Mohamed Kouradji - Ian McLeod - Petros Mathabela - Gamál al-Gandúr - Okoampa - Omer Yengo - Sidi Bekaye Magassa - Szaíd Belkola | Afrika (folyt.) - Lim Kee Chong - Lucien Bouchardeau - Fethi Boucetta - Charles Masembe Ázsia - Ali Búdzsszajm - Okada Maszajosi |

## Eredmények

### Csoportkör

#### A csoport
| Csapat                  | M | Gy | D | V | Rg | Kg | Gk | P |
| ----------------------- | - | -- | - | - | -- | -- | -- | - |
| Dél-afrikai Köztársaság | 3 | 2  | 0 | 1 | 4  | 1  | +3 | 6 |
| Egyiptom                | 3 | 2  | 0 | 1 | 4  | 3  | +1 | 6 |
| Kamerun                 | 3 | 1  | 1 | 1 | 5  | 7  | -2 | 4 |
| Angola                  | 3 | 0  | 1 | 2 | 4  | 6  | -2 | 1 |

| 1996. január 13. |

| Dél-afrikai Köztársaság                   | 3–0   | Kamerun |
| ----------------------------------------- | ----- | ------- |
| Masinga 15' Mark Williams 37' Moshoeu 55' | (2–0) |         |

| FNB Stadion, Johannesburg Nézőszám: 80 000 Játékvezető: Szaíd Belkola (Marokkó) |

| 1996. január 15. |

| Egyiptom        | 2–1   | Angola        |
| --------------- | ----- | ------------- |
| El-Kass 30' 33' | (2–0) | Quinzinho 77' |

| FNB Stadion, Johannesburg Nézőszám: 6 000 Játékvezető: Sidi Bekaye Magassa (Mali) |

| 1996. január 18. |

| Kamerun                   | 2–1   | Egyiptom  |
| ------------------------- | ----- | --------- |
| Omam-Biyik 36' Tchami 59' | (1–0) | Maher 48' |

| FNB Stadion, Johannesburg Nézőszám: 4 000 Játékvezető: Lim Kee Chong (Mauritius) |

| 1996. január 20. |

| Dél-afrikai Köztársaság | 1–0   | Angola |
| ----------------------- | ----- | ------ |
| Mark Williams 57'       | (0–0) |        |

| FNB Stadion, Johannesburg Nézőszám: 30 000 Játékvezető: Fethi Boucetta (Tunézia) |

| 1996. január 24. |

| Dél-afrikai Köztársaság | 0–1   | Egyiptom   |
| ----------------------- | ----- | ---------- |
|                         | (0–1) | El-Kass 7' |

| FNB Stadion, Johannesburg Nézőszám: 20 000 Játékvezető: Lucien Bouchardeau (Niger) |

| 1996. január 24. |

| Angola                            | 3–3   | Kamerun                                        |
| --------------------------------- | ----- | ---------------------------------------------- |
| Joni 38' Paulao 57' Quinzinho 80' | (1–1) | Omam-Biyik 25' Mouyeme 82' Vicente 90' (öngól) |

| Kings Park Stadion, Durban Nézőszám: 6 000 Játékvezető: Mohamed Kouradji (Algéria) |

#### B csoport
| Csapat       | M | Gy | D | V | Rg | Kg | Gk | P |
| ------------ | - | -- | - | - | -- | -- | -- | - |
| Zambia       | 3 | 2  | 1 | 0 | 9  | 1  | +8 | 7 |
| Algéria      | 3 | 2  | 1 | 0 | 4  | 1  | +3 | 7 |
| Sierra Leone | 3 | 1  | 0 | 2 | 2  | 7  | -5 | 3 |
| Burkina Faso | 3 | 0  | 0 | 3 | 3  | 9  | -6 | 0 |

| 1996. január 14. |

| Zambia | 0–0   | Algéria |
| ------ | ----- | ------- |
|        | (0–0) |         |

| Free State Stadion, Bloemfontein Nézőszám: 9 000 Játékvezető: Ali Búdzsszajm (Arab Emirátusok) |

| 1996. január 15. |

| Sierra Leone                  | 2–1   | Burkina Faso  |
| ----------------------------- | ----- | ------------- |
| Sessay 11' Mohamed Kallon 89' | (1–0) | Ouédraogo 74' |

| Free State Stadion, Bloemfontein Nézőszám: 1 500 Játékvezető: Okoampa (Ghána) |

| 1996. január 18. |

| Algéria          | 2–0   | Sierra Leone |
| ---------------- | ----- | ------------ |
| Messabih 41' 63' | (1–0) |              |

| Free State Stadion, Bloemfontein Nézőszám: 1 500 Játékvezető: Ian McLeod (Dél-afrika) |

| 1996. január 20. |

| Zambia                                                | 5–1   | Burkina Faso  |
| ----------------------------------------------------- | ----- | ------------- |
| Malitoli 18' K. Bwalya 24' 35' Lota 44' J. Bwalya 45' | (5–0) | Y. Traoré 53' |

| Free State Stadion, Bloemfontein Nézőszám: 2 000 Játékvezető: Okada Maszajosi (Japán) |

| 1996. január 24. |

| Algéria              | 2–1   | Burkina Faso |
| -------------------- | ----- | ------------ |
| Lounici 2' Dziri 75' | (1–0) | Zongo 83'    |

| EPRFU Stadion, Port Elizabeth Nézőszám: 180 Játékvezető: Charles Masembe (Uganda) |

| 1996. január 24. |

| Zambia                             | 4–0   | Sierra Leone |
| ---------------------------------- | ----- | ------------ |
| K. Bwalya 2' 9' 84' Malitoli 87' < | (2–0) |              |

| Free State Stadion, Bloemfontein Nézőszám: 200 Játékvezető: Lim Kee Chong (Mauritius) |

#### C csoport
| Csapat    | M | Gy | D | V | Rg | Kg | Gk | P |
| --------- | - | -- | - | - | -- | -- | -- | - |
| Gabon     | 2 | 1  | 0 | 1 | 3  | 2  | +1 | 3 |
| Kongói DK | 2 | 1  | 0 | 1 | 2  | 2  | 0  | 3 |
| Libéria   | 2 | 1  | 0 | 1 | 2  | 3  | -1 | 3 |

A csoport negyedik tagja Nigéria  lett volna, de a selejtezőket követően visszalépett, helyette Guinea  csapatát hívták meg a tornára, de a válogatott nem élt a lehetőséggel.
| 1996. január 16. |

| Gabon     | 1–2   | Libéria                      |
| --------- | ----- | ---------------------------- |
| Nzeng 59' | (0–1) | Sebwe 5' (11-esből) Sarr 54' |

| Kings Park Stadion, Durban Nézőszám: 5 000 Játékvezető: Gamál al-Gandúr (Egyiptom) |

| 1996. január 19. |

| Gabon                                     | 2–0   | Kongói DK |
| ----------------------------------------- | ----- | --------- |
| Mackaya 21' (11-esből) Mohamed Kallon 34' | (1–0) |           |

| Kings Park Stadion, Durban Nézőszám: 4 000 Játékvezető: Omer Yengo (Kongói DK) |

| 1996. január 25. |

| Kongói DK                        | 2–0   | Libéria |
| -------------------------------- | ----- | ------- |
| Lukaku 5' (11-esből) Essende 72' | (1–0) |         |

| FNB Stadion, Johannesburg Nézőszám: 3 000 Játékvezető: Szaíd Belkola (Marokkó) |

#### D csoport
| Csapat           | M | Gy | D | V | Rg | Kg | Gk | P |
| ---------------- | - | -- | - | - | -- | -- | -- | - |
| Ghána            | 3 | 3  | 0 | 0 | 5  | 1  | +5 | 9 |
| Tunézia          | 3 | 1  | 1 | 1 | 5  | 4  | +1 | 4 |
| Elefántcsontpart | 3 | 1  | 0 | 2 | 2  | 5  | -3 | 3 |
| Mozambik         | 3 | 0  | 1 | 2 | 1  | 4  | -3 | 1 |

| 1996. január 14. |

| Ghána               | 2–0   | Elefántcsontpart |
| ------------------- | ----- | ---------------- |
| Yeboah 20' Pelé 70' | (1–0) |                  |

| EPRFU Stadion, Port Elizabeth Nézőszám: 9 000 Játékvezető: Okada Maszajosi (Japán) |

| 1996. január 16. |

| Tunézia          | 1–1   | Mozambik  |
| ---------------- | ----- | --------- |
| Ben Rekhissa 24' | (1–1) | Bucane 4' |

| EPRFU Stadion, Port Elizabeth Nézőszám: 8 000 Játékvezető: Charles Masembe (Uganda) |

| 1996. január 19. |

| Ghána                | 2–1   | Tunézia        |
| -------------------- | ----- | -------------- |
| Pelé 50' Akonnor 77' | (0–0) | Ben Younes 72' |

| EPRFU Stadion, Port Elizabeth Nézőszám: 1 000 Játékvezető: Petros Mathabela (Dél-afrika) |

| 1996. január 21. |

| Elefántcsontpart | 1–0   | Mozambik |
| ---------------- | ----- | -------- |
| Tiéhi 32'        | (1–0) |          |

| EPRFU Stadion, Port Elizabeth Nézőszám: 500 Játékvezető: Gamál al-Gandúr (Egyiptom) |

| 1996. január 25. |

| Tunézia                           | 3–1   | Elefántcsontpart |
| --------------------------------- | ----- | ---------------- |
| Ben Younes 32' 38' Ben Hassen 48' | (2–0) | M. Traoré 57'    |

| EPRFU Stadion, Port Elizabeth Nézőszám: 1 000 Játékvezető: Sidi Bekaye Magassa (Mali) |

| 1996. január 25. |

| Ghána                | 2–0   | Mozambik |
| -------------------- | ----- | -------- |
| Pele 42' Aboagye 68' | (1–0) |          |

| Free State Stadion, Bloemfontein Nézőszám: 3 500 Játékvezető: Ali Búdzsszajm (Arab Emirátusok) |

### Egyenes kieséses szakasz
|  |                             |                         |                     |                           |   |                         |                           |                           |                           |                           |               |       |       |
|  | Negyeddöntők                | Negyeddöntők            | Negyeddöntők        |                           |   | Elődöntők               | Elődöntők                 | Elődöntők                 |                           |                           | Döntő         | Döntő | Döntő |
|  | Negyeddöntők                | Negyeddöntők            | Negyeddöntők        |                           |   | Elődöntők               | Elődöntők                 | Elődöntők                 |                           |                           | Döntő         | Döntő | Döntő |
|  | január 27. – Johannesburg   |                         |                     |                           |   |                         |                           |                           |                           |                           |               |       |       |
|  |                             |                         |                     |                           |   |                         |                           |                           |                           |                           |               |       |       |
|  | A1                          | Dél-afrikai Köztársaság | 2                   |                           |   |                         |                           |                           |                           |                           |               |       |       |
|  | A1                          | Dél-afrikai Köztársaság | 2                   | január 31. – Johannesburg |   |                         |                           |                           |                           |                           |               |       |       |
|  | B2                          | Algéria                 | 1                   |                           |   |                         |                           |                           |                           |                           |               |       |       |
|  | B2                          | Algéria                 | 1                   |                           |   | Dél-afrikai Köztársaság | Dél-afrikai Köztársaság   | 3                         |                           |                           |               |       |       |
|  | január 28. – Port Elizabeth |                         |                     |                           |   | Dél-afrikai Köztársaság | Dél-afrikai Köztársaság   | 3                         |                           |                           |               |       |       |
|  |                             |                         | Ghána               | Ghána                     | 0 |                         |                           |                           |                           |                           |               |       |       |
|  | D1                          | Ghána                   | Ghána               | Ghána                     | 0 | 1                       |                           |                           |                           |                           |               |       |       |
|  | D1                          | Ghána                   |                     |                           |   | 1                       | február 3. – Johannesburg |                           |                           |                           |               |       |       |
|  | C2                          | Kongói DK               | 0                   |                           |   |                         |                           |                           |                           |                           |               |       |       |
|  | C2                          | Kongói DK               | 0                   |                           |   | Dél-afrikai Köztársaság | Dél-afrikai Köztársaság   | 2                         |                           |                           |               |       |       |
|  | január 27. – Bloemfontein   |                         |                     |                           |   | Dél-afrikai Köztársaság | Dél-afrikai Köztársaság   | 2                         |                           |                           |               |       |       |
|  |                             |                         | Tunézia             | Tunézia                   | 0 |                         |                           |                           |                           |                           |               |       |       |
|  | B1                          | Zambia                  | Tunézia             | Tunézia                   | 0 | 3                       |                           |                           |                           |                           |               |       |       |
|  | B1                          | Zambia                  | január 31. – Durban |                           |   | 3                       |                           |                           |                           |                           |               |       |       |
|  | A2                          | Egyiptom                | 1                   |                           |   |                         |                           |                           |                           |                           |               |       |       |
|  | A2                          | Egyiptom                | 1                   |                           |   | Zambia                  | Zambia                    | 2                         | Bronzmérkőzés             | Bronzmérkőzés             | Bronzmérkőzés |       |       |
|  | január 28. – Durban         |                         |                     |                           |   | Zambia                  | Zambia                    | 2                         | Bronzmérkőzés             | Bronzmérkőzés             | Bronzmérkőzés |       |       |
|  |                             |                         | Tunézia             | Tunézia                   | 4 |                         |                           | február 3. – Johannesburg | február 3. – Johannesburg | február 3. – Johannesburg |               |       |       |
|  | C1                          | Gabon                   | Tunézia             | Tunézia                   | 4 | 1 (1)                   |                           | február 3. – Johannesburg | február 3. – Johannesburg | február 3. – Johannesburg |               |       |       |
|  | C1                          | Gabon                   |                     |                           |   |                         |                           | Ghána                     | Ghána                     | 0                         |               |       |       |
|  | D2                          | Tunézia                 | 1 (4)               |                           |   |                         |                           | Ghána                     | Ghána                     | 0                         |               |       |       |
|  | D2                          | Tunézia                 | 1 (4)               |                           |   | Zambia                  | Zambia                    | 1                         |                           |                           |               |       |       |
|  |                             |                         |                     |                           |   | Zambia                  | Zambia                    | 1                         |                           |                           |               |       |       |

#### Negyeddöntők
| 1996. január 27. |

| Dél-afrikai Köztársaság | 2–1   | Algéria    |
| ----------------------- | ----- | ---------- |
| Fish 72' Moshoeu 85'    | (0–0) | Lazizi 84' |

| FNB Stadion, Johannesburg Nézőszám: 30 000 Játékvezető: Ali Búdzsszajm (Arab Emirátusok) |

| 1996. január 27. |

| Zambia                         | 3–1   | Egyiptom       |
| ------------------------------ | ----- | -------------- |
| Litana 58' Mutale 65' Lota 76' | (0–1) | S. Kamouna 43' |

| Free State Stadion, Bloemfontein Nézőszám: 8 500 Játékvezető: Charles Masembe (Uganda) |

| 1996. január 28. |

| Ghána      | 1–0   | Kongói DK |
| ---------- | ----- | --------- |
| Yeboah 22' | (1–0) |           |

| EPRFU Stadion, Port Elizabeth Nézőszám: 8 000 Játékvezető: Sidi Bekaye Magassa (Mali) |

| 1996. január 28. |

| Gabon       | 1–1          | Tunézia  |
| ----------- | ------------ | -------- |
| Mackaya 16' | (1 – 1, 1–1) | Baja 10' |

| Kings Park Stadion, Durban Nézőszám: 4 000 Játékvezető: Lim Kee Chong (Mauritius) |

|                                 |     | 11-esekkel                         |  |
| Mackaya Kassa-Ngoma Bekogo-Zogo | 1-4 | Sellimi Fekhi Ben Slimane El Ouaer |  |

#### Elődöntők
| 1996. január 31. |

| Dél-afrikai Köztársaság            | 3–0   | Ghána |
| ---------------------------------- | ----- | ----- |
| Moshoeu 22' 84' Shaun Bartlett 46' | (1–0) |       |

| FNB Stadion, Johannesburg Nézőszám: 75 000 Játékvezető: Gamál al-Gandúr (Egyiptom) |

| 1996. január 31. |

| Zambia              | 2–4   | Tunézia                                          |
| ------------------- | ----- | ------------------------------------------------ |
| Lota 68' Makasa 90' | (0–2) | Sellimi 16' 85' (11-esből) Baja 20' Godhbane 47' |

| Kings Park Stadion, Durban Nézőszám: 5 000 Játékvezető: Lucien Bouchardeau (Niger) |

#### 3. helyért
| 1996. február 3. |

| Ghána | 0–1   | Zambia        |
| ----- | ----- | ------------- |
|       | (0–0) | J. Bwalya 51' |

| FNB Stadion, Johannesburg Nézőszám: 80 000 Játékvezető: Omer Yengo (Kongó) |

#### Döntő
| 1996. február 3. |

| Dél-afrikai Köztársaság | 2–0   | Tunézia |
| ----------------------- | ----- | ------- |
| Mark Williams 73' 75'   | (0–0) |         |

| FNB Stadion, Johannesburg Nézőszám: 80 000 Játékvezető: Charles Masembe (Uganda) |

| 1996-os afrikai nemzetek kupája bajnoka: |
| ---------------------------------------- |
| DÉL-AFRIKAI KÖZTÁRSASÁG 1. cím           |

## Gólszerzők
| 5 gól - Kalusha Bwalya 4 gól - John Moshoeu - Mark Williams 3 gól - Abédi Pelé - Ahmed El-Kass - Imed Ben Younes - Dennis Lota 2 gól - Ali Mecabih - Quinzinho - François Omam-Biyik - Brice Mackaya - Anthony Yeboah - Zubír Baja - Adel Sellimi - Johnson Bwalya - Kenneth Malitoli Öngól - Helder Vicente (1) | 1 gól - Billel Dziri - Tarek Lazizi - Khaled Lounici - Joni - Paulao - Aboubakari Ouédraogo - Youssouf Traoré - Boureima Zongo - George Mouyeme - Alphonse Tchami - Joël Tiéhi - Moussa Traoré - Samir Kamouna Ibrahim - Aly Maher - Aurelien Bekogo - Guy Nzeng - Felix Aboagye - Charles Akonnor - Kwame Ayew - Mass Sarr Jr - Kelvin Sebwe - Manuel Bucane | - Mohamed Kallon - John Gbassay Sessay - Shaun Bartlett - Mark Fish - Phil Masinga - Abdelkader Ben Hassen - Hedi Ben Rekhissa - Khais Godhbane - Liombi Essende - Menana Lukaku - Elijah Litana - Hillary Makasa - Vincent Mutale |